# Fredensborg-Humlebæks kommun
Fredensborg-Humlebæks kommun var en kommun i Frederiksborg amt, Danmark, omkring 40 km norr om Köpenhamn. Kommunen hade 20 025 invånare (2006) och en yta på 72,01 km². Fredensborg, som ligger vid järnvägen Lille Nord, var centralort. Längs Öresundskusten går järnvägen Kystbanen.
Den 1 januari 2007 slogs Fredensborg-Humlebæks kommun samman med Karlebo kommun. Den nya kommunen har en yta på 112 km² och namnet Fredensborgs kommun, som är beläget i Region Hovedstaden.

## Borgmästare
- 1. Ole Retoft, 1 april 1970–31 mars 1978
- 2. Klaus Hækkerup, 1 april 1978–1988
- 3. Svend Erik Christiansen, 1988–31 december 1997
- 4. John Hemming, 1 januari 1998–31 december 2006

Denna lista hämtas från Wikidata. Informationen kan ändras där.